# Brennelemente-Zwischenlager Isar
Das Brennelemente-Zwischenlager Isar (BZI; ehemals Standort-Zwischenlager Isar (SZI) beziehungsweise Brennelemente-Zwischenlager BELLA) ist ein Lager für hochradioaktive Abfälle am Standort des Kernkraftwerks Isar. Im Gegensatz zum Kernkraftwerk, das größtenteils in der Gemeinde Essenbach liegt, liegt das Zwischenlager in der Gemeinde Niederaichbach.

## Geschichte
Die Genehmigung für das BZI wurde 2000 beantragt und erfolgte 2003. Das Lager wurde am 12. März 2007 mit der Einlagerung der ersten Behälter vom Typ CASTOR V/19 und CASTOR V/52 in Betrieb genommen. Somit läuft die auf 40 Jahre befristete Genehmigung im Jahr 2047 aus.
Seit dem 1. Januar 2019 ist die BGZ Gesellschaft für Zwischenlagerung die Betreibergesellschaft des BZI.

## Daten
Das Brennelemente-Zwischenlager Isar hat insgesamt 152 genehmigte Stellplätze für Zwischenlagerbehälter. Aktuell sind 95 Behälter eingelagert, davon 26 vom Typ CASTOR V/19, 43 vom Typ CASTOR V/52, 19 vom Typ TN 24 E und sieben vom Typ HAW28M. (Stand 31. Mai 2025).
Die sieben Behälter des Typs HAW28M mit hochradioaktiven Kokillen stammen aus der Wiederaufarbeitungsanlage in Sellafield und wurden im April 2025 eingelagert.
Das genehmigte Maximalinventar des Lagers beträgt 6,0 MW sowie 1,5 x 1020 Bq.
Das  Lager ist circa 92 m lang, 38 m breit und 18 m hoch und besteht aus zwei Lagerbereichen.

## Zwischenfälle
Mit Stand vom 31. Dezember 2023 gab es im Brennelemente-Zwischenlager drei meldepflichtige Ereignisse gemäß Atomrechtlicher Sicherheitsbeauftragten- und Meldeverordnung.